# Piper nigrovirens
Piper nigrovirens är en pepparväxtart som beskrevs av C. Dc.. Piper nigrovirens ingår i släktet Piper och familjen pepparväxter. Inga underarter finns listade i Catalogue of Life.